# 北京市东郊殡仪馆
39°56′51″N 116°32′31″E / 39.9473868°N 116.5420697°E
北京市东郊殡仪馆，位于北京市朝阳区平房北街133号，是北京市属殡仪馆之一（另一座为北京市八宝山殡仪馆）。

## 简介
北京市东郊殡仪馆于1952年建成，占地面积21000平方米。从1995年到1999年来，东郊殡仪馆投资改造旧馆建筑5156平方米，新建建筑3154平方米，改变了长期存在的陈旧简陋的面貌。经过此次改造，该殡仪馆全部变为仿古式建筑，共有6个告别室，8台火化炉。1999年4月，该馆还在大礼堂前辟成两大块绿地。1999年8月13日，东郊殡仪馆被批准为北京市第一家也是当时惟一一家国家一级殡仪馆。